# 甲卡西酮
甲卡西酮（英語：Methcathinone）α-甲基氨基苯丙酮，又稱甲基卡西酮，结构简式为：C₆H₅COCH(CH₃)NHCH₃，是中國Ⅰ类精神管制药物、台灣第三級毒品。因类似浴盐，故俗称“浴盐”。

## 合成历史
甲卡西酮于1928年首次合成。1982年在列宁格勒市首次发现甲卡西酮。1989年，美国密歇根州出现滥用的现象。三年后的1992年，威斯康辛州也出现此类现象。2007年，法国警方也在毒品中发现甲卡西酮。

## 制备原料
甲卡西酮主要由氧化偽麻黃鹼(可由恰特草提純分離)制得，还需重铬酸钠（或重铬酸钾）、磷酸、乙醚、无水硫酸镁、干燥的氯化氢气体等作为原料。

## 吸食方式
置于锡箔，用火焰加热，变红后会形成气体，吸食者通常用吸管吸食气体。少数的人会将毒品溶水后静脉注射。但是，如果比例过高，吸食者可能会发疯而死。

## 各国俗称
- 臺灣：喵喵、MCAT、M-Cat。
- 中国：浴盐、丧尸药、长治筋、喵喵、象牙、光环、香草的天空。
- 美国：MCAT, M-cat。
- ：ketone or bk。
- 南非：Cat，Ietsies kayo，gram等。

## 用后反应
初次吸食毒品甲卡西酮0.5g后，将两天两夜不睡觉，并伴有有恶心、呕吐等反应，且一直处于精神兴奋状态。吸食后有强烈的兴奋感，性欲增强，饥饿感减弱，且睡眠减少，只摄入少量液体。甲卡西酮的滥用会导致许多不良后果，如：妄想、焦虑、震动、失眠、营养不良、脱水、发汗、腹痛、流鼻血和周身疼痛等。静脉注射后1min~2min就会起效，而鼻吸后要5min~15min起效。甲卡西酮能够高度心理成瘾，在强度上弱于甲基安非他命。作用时间可达4~6小时。

## 分析检测

### 燃烧反应
用丙酮洗涤甲卡西酮后，经燃烧实验无残渣剩余。

### 味觉特征
味苦。鼻吸入，有强烈的灼烧感。有典型的酮类物质的甜味，而晶体的味道不强烈。

### 仪器分析
常用的方法是气质联用法。

## 各国态度
- 美国：任何使用甲卡西酮的行为都是不允许的。甚至在没有禁毒署（Drug Enforcement Administration）的批准研究也是严厉禁止的。
- 中国：1996年10月，卫生部将甲卡西酮规定为I类精神药品管理，2005版和2007版《麻醉药品和精神药品品种目录》中甲卡西酮均被列入其中，不论生产还是销售都受到严格管制的。
- 英国：甲卡西酮被列为B类药物，没有临床使用价值。

## 相关案件
- 2012年5月26日，美国迈阿密的鲁迪·尤金可能因为吸食甲卡西酮了而制造了令人震惊的“啃脸案”，造成受害者面部75%被毁。[5]
- 中国安阳市也查处了贩售此类毒品的团伙。该团伙一年半赚近两亿。[6]

## 外部連結
- Cathinone & Methcathinone from Erowid （页面存档备份，存于）
- International Drug Scheduling; Convention on Psychotropic Substances; Certain Stimulant/Hallucinogenic Drugs and Certain Nonbarbiturate Sedative Drugs （页面存档备份，存于）, Food and Drug Administration, June 20, 1994.
- Methcathinone from lycaeum